# Торпедо-2 (футбольный клуб)
«Торпе́до-2» — российский футбольный клуб из Москвы. Фарм-клуб московского «Торпедо». В сезонах 1992—2000, 2022/23—2023 выступал во Второй и Третьей лигах.

## Названия
- 1992—1995: «Торпедо»-д
- 1996—1997: «Торпедо-Лужники»-д
- 1998—2000, 2022—2023: «Торпедо-2»[5]

## История

### «Торпедо-II», «Торпедо-клубная»
В 1939—1941 годах в соревнованиях КФК СССР и РСФСР, а также чемпионате и кубке города играла команда «Торпедо II».
Существовала также команда «Торпедо-клубная». Три сезона (1967—1969) она провела в классе «Б» (тогда — третьей по силе лиге) первенства СССР, в разные годы участвовала в кубковых соревнованиях коллективов физкультуры уровня СССР и РСФСР, чемпионате и кубке Москвы.

### 1992—2000
В первенствах России «Торпедо»-д был заявлен во вторую лигу, а также принимал участие в первых двух розыгрышах Кубка России.
В 1994—1997 годах выступал в третьей лиге из-за реорганизации системы российских лиг.
С 1998 года по 2000 год (включительно), принимала участие во втором дивизионе. В 2001 году был образован турнир дублёров РФПЛ, куда и перешла команда.

### с 2022
26 января 2022 года советом директоров основной команды было объявлено о возрождении фарм-клуба.
Главным тренером команды был назначен Николай Ковардаев. В его тренерский штаб вошли Олег Ширинбеков и Александр Подшивалов.
10 июня года команда успешно прошла лицензирование и получила право выступать во Втором дивизионе.
11 июля было подписано соглашение с ФСК «Салют» в городе Долгопрудном, в результате которого команда получила право проводить домашние матчи на этом стадионе.
Команда провела два сезона во второй лиге (2022/23 и 2023). 24 января 2024 года в официальном сообщении клубом было заявлено о том, что в сезоне 2024 года команда не примет участие во Второй лиге.

## Статистика выступлений
| Год     | Дивизион/лига                       | Дивизион/лига                       | Место    | И  | В  | Н  | П  | М     | О  | Бомбардир                             | Кубок |
| ------- | ----------------------------------- | ----------------------------------- | -------- | -- | -- | -- | -- | ----- | -- | ------------------------------------- | ----- |
| 1992    | Вторая лига                         | зона 3                              | 12 из 21 | 40 | 15 | 8  | 17 | 46-59 | 38 | Иван Пазёмов (11)                     | —     |
| 1993    | Вторая лига                         | зона 4                              | 10 из 22 | 42 | 15 | 13 | 14 | 53-43 | 43 | Иван Пазёмов (10)                     | 1/256 |
| 1994    | Третья лига зона 3                  | Третья лига зона 3                  | 15 из 24 | 46 | 13 | 13 | 20 | 59-74 | 39 | Александр Кузьмичёв (13)              | 1/128 |
| 1995    | Третья лига зона 3                  | Третья лига зона 3                  | 11 из 23 | 44 | 18 | 10 | 16 | 68-50 | 64 | Алексей Савельев (15)                 | —     |
| 1996    | Третья лига зона 3                  | Третья лига зона 3                  | 5 из 20  | 38 | 21 | 9  | 8  | 70-37 | 72 | Алексей Савельев (15)                 | —     |
| 1997    | Третья лига зона 3                  | Третья лига зона 3                  | 16 из 21 | 40 | 12 | 7  | 21 | 56-58 | 43 | Игорь Киселёв (12)                    | —     |
| 1998    | Второй дивизион зона «Запад»        | Второй дивизион зона «Запад»        | 17 из 21 | 40 | 11 | 6  | 23 | 59-81 | 39 | Максим Аристархов (16)                | —     |
| 1999    | Второй дивизион зона «Запад»        | Второй дивизион зона «Запад»        | 17 из 20 | 38 | 9  | 10 | 19 | 36-55 | 37 | Дмитрий Скобляков (5)                 | —     |
| 2000    | Второй дивизион зона «Запад»        | Второй дивизион зона «Запад»        | 7 из 19  | 36 | 16 | 9  | 11 | 42-33 | 57 | Максим Аристархов (7)                 | —     |
| 2022/23 | Вторая лига группа 2                | Вторая лига группа 2                | 16 из 22 | 30 | 11 | 8  | 11 | 39-41 | 41 | Владимир Павленко (6)                 | —     |
| 2023    | Вторая лига («дивизион Б») группа 2 | Вторая лига («дивизион Б») группа 2 | 18 из 18 | 17 | 2  | 5  | 10 | 11-25 | 11 | Александр Климов (3) Никита Кузин (3) | —     |

(до 1995 года за победу начислялось 2 очка)
1. ↑  Первенство проходило в два этапа, на втором этапе учитывалась часть матчей первого этапа. Приведены суммарные показатели в сыгранных матчах.

## Главные тренеры
| Тренеры               | Период работы                     | И   | В  | Н  | П  | % побед |
| --------------------- | --------------------------------- | --- | -- | -- | -- | ------- |
| Сергей Петренко       | январь 1992 — декабрь 1996        | 210 | 82 | 53 | 75 | 039,05  |
| Валерий Петраков      | январь 1997 — апрель 1997         | 0   | 0  | 0  | 0  | —       |
| Владимир Белоусов     | апрель 1997 — декабрь 1997        | 40  | 12 | 7  | 21 | 030,00  |
| Вадим Никонов         | январь 1998 — сентябрь 1998       | 32  | 9  | 6  | 17 | 028,13  |
| Сергей Петренко       | октябрь 1998 — декабрь 2000       | 82  | 27 | 19 | 36 | 032,93  |
| Николай Ковардаев     | 14 февраля 2022 — 18 августа 2022 | 5   | 3  | 2  | 0  | 060,00  |
| Виталий Кулёв (и. о.) | 18 августа 2022 — 13 октября 2022 | 8   | 1  | 1  | 6  | 012,50  |
| Николай Ковардаев     | 13 октября 2022 — 26 января 2024  | 34  | 9  | 10 | 15 | 026,47  |

## Игроки-рекордсмены
| Лучшие бомбардиры клуба (10+) |      |
| Игрок                         | Голы |
| Алексей Савельев              | 41   |
| Максим Аристархов             | 33   |
| Иван Пазёмов                  | 33   |
| Дмитрий Калинин               | 20   |
| Игорь Киселёв                 | 20   |
| Андрей Николаев               | 19   |
| Александр Кузьмичёв           | 17   |
| Дмитрий Скобляков             | 13   |
| Дмитрий Кузнецов              | 11   |
| Сергей Туркин                 | 10   |
| Михаил Туманов                | 10   |
| Николай Баркалов              | 10   |
| Александр Тарасов             | 10   |

| Рекордсмены клуба по количеству сыгранных матчей (90+) |       |
| Игрок                                                  | Матчи |
| Михаил Харин                                           | 140   |
| Андрей Цуканов                                         | 139   |
| Сергей Бурченков                                       | 133   |
| Николай Баркалов                                       | 131   |
| Андрей Николаев                                        | 120   |
| Алексей Савельев                                       | 117   |
| Алексей Зайдинов                                       | 114   |
| Сергей Туркин                                          | 107   |
| Дмитрий Калинин                                        | 106   |
| Александр Грехов                                       | 102   |
| Николай Арефьев                                        | 99    |
| Марат Махмутов                                         | 97    |
| Константин Красиков                                    | 97    |
| Алексей Синючков                                       | 96    |